# 탐정: 더 비기닝
《탐정: 더 비기닝》은 2015년에 개봉한 대한민국의 코미디 액션 영화이다. 권상우와 성동일이 주연했고 김정훈 감독이 연출했다. 셜록 홈즈 마니아인 만화방 주인과 좌천된 노형사가 힘을 합쳐 미제사건을 파헤치는 코믹 수사극이다.
2018년 속편 《탐정: 리턴즈》가 개봉했다.
1-2편 모두 그야말로 폭망했다

## 줄거리
셜록홈즈도 울고 갈 추리력, 유명 카페 매니저. 인터넷에서는 무척이나 잘 나가는 추리 마니아 강대만. 하지만 현실은 몹쓸 다리 때문에 경찰시험에서 떨어진 후 만화방이나 꾸리며 아내 눈치나 보는 공처가 신세. 여기에 일과 육아, 가사노동까지 겹치며 그의 인생은 아주 시궁창이나 다름 없었다. 이런 시궁창을 벗어나게 해주는 유일한 낙은 친구 준수가 근무하는 경찰서를 기웃거리며 온갖 사건에 끼어들었다가 형사들에게 쫓겨나는 일 뿐이었다. 
어느날, 절친한 형 용규와 술을 마시고 그의 집에서 깨어난 대만은 외박을 했단 사실을 알고는 서둘러 집에 돌아가려고 했지만 안방에서 들려오는 아기 울음소리에 걸음이 멈춘다. 바닥에 널브러져 자고있는 용규를 깨워보지만 그는 조금도 일어날 기미를 보이지 않았다. 게다가 바닥에는 핏방울까지 떨어져 있는 상황. 그는 결국 가려던 발걸음을 다시 멈추고 조심스럽게 안방으로 걸어갔다가 침대에서 처참하게 피를 흘린 채 살해 당해 있는 용규의 아내를 발견한다.
신고를 받고 출동한 형사는 한때 '식인상어'란 별명으로 광역수사대에서 날아다녔지만 지금은 좌천으로 인해 후배에게도 하극상을 당하는 비운의 강력형사 노태수. 가뜩이나 팔자가 꼬인 것도 서러워 죽겠는데 자꾸만 경찰서를 자기집 놀이터마냥 드나드는 불청객 대만 때문에 스트레스가 폭발하기 일보 직전이었고 그 화는 고스란히 부하형사인 준수에게 향했다. 그래서 신고한 사람이 평소 철천지 원수처럼 여기는 대만이란 걸 알았을 때 분노부터 치밀어 올랐을 정도.
미궁에 휩싸이던 사건은 새로운 국면을 맞이한다. 준수가 범인으로 지목 당하며 체포된 것이다. 대만은 자신이 아는 준수는 절대로 그럴 사람이 아니라고 진범을 찾기 위해 백방으로 뛰어다니다 태수에게 동맹제안을 했고 태수 역시 자기네 식구가 연관된 일인지라 앙금은 제쳐두고 동맹작전을 펼친다. 이후 두 사람은 충격적인 사실을 알게 된다.

## 캐스팅
- 권상우 : 강대만 역
- 성동일 : 노태수 역
- 박해준 : 이준수 역
- 서영희 : 이미옥 역
- 이승준 : 김용규 역
- 윤경호 : 마동훈 형사 역
- 조복래 : 이유노 역
- 황지온 ; 가정주부 역
- 이해영 : 서창민 역
- 박성일 : 송 형사 역
- 최성원 : 신참 역
- 지대한 : 장호 역
- 이언정 : 한서영 역
- 변한나 : 모자 역
- 조완기 : 석환 역
- 현정애 : 족발집여사장 역
- 진용욱 : 포차주인 역
- 송유하 : 황보형사 역
- 이희석 : 오정구 역
- 이청희 : 양민아 역
- 홍은택 : 강건우 역
- 홍서현 : 강홍지 역
- 권혁 : 한태웅 역
- 유민채 : 바리스타 역
- 오정세 : 입원실 오렌지남 역
- 민무제 : 선혜남편 역
- 한창현 : 판사 역
- 정다운 : 여경 역
- 구하리 : 이민서 역
- 김주헌 : 두목 역
- 박성근 : 이 팀장 역
- 이태검 : 보호관찰관 1 역
- 이일화 : 노형사아내 역 (특별출연)
- 박준면 : 빵집아줌마 역 (특별출연)